# SSE
SSE (Streaming SIMD Extensions) es una extensión al grupo de instrucciones MMX para procesadores Pentium III, introducida por Intel en febrero de 1999. Las instrucciones SSE son especialmente adecuadas para decodificación de MPEG2, que es el códec utilizado normalmente en los DVD, procesamiento de gráficos tridimensionales y software de reconocimiento de voz. Estas fueron inicialmente conocidas como "KNI" por Katmai New Instructions (Katmai fue el nombre código de la primera revisión del núcleo del Pentium III, Intel estaba interesada en distinguir su nueva línea de procesadores de la generación anterior, el Pentium II. En febrero de 2001, AMD agregó esta tecnología en su procesador Athlon XP.
Estas instrucciones operan con paquetes de operandos en punto flotante de precisión simple (FP).
Hay varios tipos de instrucciones SSE:
- Instrucciones SSE de Transferencia de datos.
- Instrucciones SSE de Conversión.
- Instrucciones SSE Aritméticas.
- Instrucciones SSE lógicas.

Con la tecnología SSE, los microprocesadores x86 fueron dotados de setenta nuevas instrucciones y de ocho registros nuevos: del xmm0 al xmm7. Estos registros tienen una extensión de 128 bits (es decir que pueden almacenar hasta 16 bytes de información cada uno).
A diferencia de su antecesor, MMX, la utilización de SSE no implicaba la inhabilitación de la unidad de punto flotante (FPU en inglés) por lo que no era necesario habilitarla nuevamente, lo que significaba para MMX una significativa pérdida de velocidad.

## Versiones Posteriores
- SSE2, esta extensión fue introducida con el Pentium 4, y luego incorporada por AMD en los procesadores Opteron y Athlon 64, y es una gran mejora con respecto a la extensión original de SSE. SSE2 incorpora nuevas instrucciones matemáticas de punto flotante de doble precisión (64-bit) y de enteros de 8/16/32, las cuales trabajan con los mismos registros de la versión anterior. SSE2 permite trabajar con todos estos tipos de datos sin emplear las instrucciones de la FPU ni de la extensión MMX. En total, se agregaron 144 instrucciones, siendo esta una de las mejoras más significativas de la tecnología SSE.

- SSE3, esta extensión fue introducida con el núcleo del Pentium 4 5xx, llamado "Prescott", brindando 13 nuevas instrucciones matemáticas y manejo de procesos (threads). En los procesadores AMD se incorporó en el núcleo llamado "Venice". SSSE3 (Supplemental SSE3), es una mejora menor de esta extensión. Fue presentada en los procesadores Intel Core 2 Duo y Xeon. Fueron agregadas 32 nuevas instrucciones con el fin de mejorar la velocidad de ejecución.

- SSE4 es una mejora importante del conjunto de instrucciones SSE. Intel ha trabajado con fabricantes de aplicaciones y de sistemas operativos, con el fin de establecer esta extensión como un estándar en la industria del software. Fue presentada en 2007. Los procesadores Intel Core 2 Duo de 45nm ya disponen de estas instrucciones.